# Desa Sukajaya (administrativ by i Indonesien, Banten, lat -6,03, long 106,24)
Desa Sukajaya är en administrativ by i Indonesien.   Den ligger i provinsen Banten, i den västra delen av landet, 70 km väster om huvudstaden Jakarta.